# Ботсвана на летних Олимпийских играх 1992
Ботсвана принимала участие в Летних Олимпийских играх 1992 года в Барселоне (Испания) в четвёртый раз за свою историю, но не завоевала ни одной медали. Сборную страны представляли шесть спортсменов.

## Бокс
Спортсменов — 1
| Спортсмен       | Категория | 1/16 финала              | 1/8 финала           | 1/4 финала           | Полуфинал            | Финал                |
| Спортсмен       | Категория | Соперник и результат     | Соперник и результат | Соперник и результат | Соперник и результат | Соперник и результат |
| --------------- | --------- | ------------------------ | -------------------- | -------------------- | -------------------- | -------------------- |
| Франс Мабилетса | 81 кг     | Монтелл Гриффин Пор 4:10 | Не прошёл            | Не прошёл            | Не прошёл            | Не прошёл            |

## Лёгкая атлетика
Спортсменов — 5
Мужчины
| Спортсмен          | Вид     | Забег     | Забег | Четвертьфинал | Четвертьфинал | Полуфинал | Полуфинал | Финал     | Финал     |
| Спортсмен          | Вид     | Результат | Место | Результат     | Место         | Результат | Место     | Результат | Место     |
| ------------------ | ------- | --------- | ----- | ------------- | ------------- | --------- | --------- | --------- | --------- |
| Камера Нтереки     | 400м    | 47,32     | 5     | Не прошёл     | Не прошёл     | Не прошёл | Не прошёл | Не прошёл | Не прошёл |
| Мбиганьи Ти        | 800м    | 1.48,04   | 3     |               |               | 1.46,13   | 5         | Не прошёл | Не прошёл |
| Бобби Гасейтсиви   | 1500м   | 3.48,33   | 8     | Не прошёл     | Не прошёл     | Не прошёл | Не прошёл | Не прошёл | Не прошёл |
| Захария Дитетсо    | 5000м   | 13.54,88  | 9     | Не прошёл     | Не прошёл     | Не прошёл | Не прошёл | Не прошёл | Не прошёл |
| Бенджамин Келекету | Марафон |           |       |               |               |           |           | 2:45.57   | 83        |